# Mariara
Mariara é uma cidade venezuelana, capital do município de Diego Ibarra.